# Дубровное (Мишкинский район)
Дубровное — село в Мишкинском районе Курганской области России. Административный центр Дубровинского сельсовета.

## География
Село находится на западе Курганской области, в пределах юго-западной части Западно-Сибирской равнины, в лесостепной зоне, на восточном берегу озера Дубровного, на расстоянии примерно 37 километров (по прямой) к северо-северо-западу (NNW) от Мишкина, административного центра района. Абсолютная высота — 139 метров над уровнем моря.

### Климат
Климат характеризуется как континентальный, с холодной продолжительной малоснежной зимой и тёплым сухим летом. Среднегодовая температура — 2,1 °C. Средняя максимальная температура воздуха самого тёплого месяца 23 — 26 °C. Безморозный период длится 115—119 дней. Годовое количество атмосферных осадков — 370—380 мм.

## История
До 1917 года входило в состав Окунëвской волости Челябинского уезда Оренбургской губернии. По данным на 1926 год состояло из 408 хозяйств. В административном отношении являлось центром Дубровинского сельсовета Воскресенского района Челябинского округа Уральской области.

## Население
| 1989 | 2002 | 2010 |
| ---- | ---- | ---- |
| 711  | ↘579 | ↘489 |

По данным переписи 1926 года в селе проживало 1848 человек (838 мужчин и 1010 женщин), в том числе: русские составляли 100 % населения.

### Гендерный состав
По данным Всероссийской переписи населения 2010 года в гендерной структуре населения мужчины составляли 47 %, женщины — соответственно 53 %.

### Национальный состав
Согласно результатам Всероссийской переписи населения 2002 года, в национальной структуре населения русские составляли 99 %.